# Graham Scan

Animation des Graham Scan Algorithmus

Der Graham Scan (nach Ronald Graham 1972) ist ein effizienter Algorithmus zur Berechnung der konvexen Hülle einer endlichen Menge von Punkten in der Ebene. Bei {\displaystyle n} Punkten liegt seine asymptotische Laufzeit in {\displaystyle {\mathcal {O}}(n\cdot \log n)}.

## Beschreibung

### Vorbereitung

Sortierung einer Punktmenge nach Winkel mit Bezugspunkt.

Sei {\displaystyle S=\{P\}} eine endliche Punktmenge. Der Algorithmus beginnt mit einem Punkt der Menge, welcher garantiert ein Eckpunkt der konvexen Hülle ist. Man sucht sich dazu den Punkt mit der kleinsten Ordinate. Sind dies mehrere, so sucht man sich aus diesen Punkten den mit der kleinsten Abszisse aus (lexikographische Suche). Diese Suche kann in {\displaystyle O(n)} Schritten durchgeführt werden. Nachdem der Startpunkt {\displaystyle P_{0}} gefunden wurde, sortiert der Algorithmus die restlichen Punkte {\displaystyle P} in {\displaystyle S} nach aufsteigendem Winkel zwischen {\displaystyle P_{0}} → {\displaystyle P} und der x-Achse gegen den Uhrzeigersinn. Haben dabei zwei Punkte den gleichen Winkel (d. h. liegen mit {\displaystyle P_{0}} auf einer Linie, sind kollinear mit {\displaystyle P_{0}}), so wird der Punkt, welcher näher an {\displaystyle P_{0}} liegt, verworfen.

## Hilfsfunktion

PAB und ABC sind positiv orientierte Dreiecke, BCD ist negativ orientiert. Oder anders, C liegt links von AB, D liegt rechts von BC. Der Stack wird bis [P,A,B,C] aufgebaut, im nächsten Schritt wird C zugunsten von D entfernt.

In der nachfolgenden Rechnung muss wiederholt entschieden werden, ob drei Punkte {\displaystyle A=(x_{A},y_{A})}, {\displaystyle B=(x_{B},y_{B})}, {\displaystyle C=(x_{C},y_{C})} in der Ebene ein positiv orientiertes Dreieck bilden. Äquivalente Formulierungen dafür sind, dass der Streckenzug {\displaystyle ABC} einen Knick nach links hat oder dass der Punkt {\displaystyle C} links der Strecke von {\displaystyle A} nach {\displaystyle B} bzw. der Punkt {\displaystyle B} rechts von der Strecke von {\displaystyle A} nach {\displaystyle C} liegt.
Diese Aufgabe kann man durch Bestimmen aller relevanten Winkel lösen, oder einfacher durch die Berechnung einer Determinante {\displaystyle T(A,B,C)}, diese liefert das gewünschte Ergebnis mit weniger Rechenaufwand (fünf Subtraktionen, zwei Multiplikationen) und genauer. Das Ergebnis bleibt für rationale Koordinaten im rationalen Zahlenbereich, welcher ohne Verlust von Genauigkeit im Computer abgebildet werden kann. Das Ergebnis wird über den folgenden Ausdruck berechnet.
{\displaystyle {\begin{aligned}T(A,B,C)&={\begin{vmatrix}1&x_{A}&y_{A}\\1&x_{B}&y_{B}\\1&x_{C}&y_{C}\end{vmatrix}}={\begin{vmatrix}1&x_{A}&y_{A}\\0&x_{B}-x_{A}&y_{B}-y_{A}\\0&x_{C}-x_{A}&y_{C}-y_{A}\end{vmatrix}}={\begin{vmatrix}x_{B}-x_{A}&y_{B}-y_{A}\\x_{C}-x_{A}&y_{C}-y_{A}\end{vmatrix}}\\&=(x_{B}-x_{A})(y_{C}-y_{A})-(x_{C}-x_{A})(y_{B}-y_{A})\\&={\begin{cases}<0,&{\text{wenn }}C{\text{ ist rechts von }}{\overrightarrow {AB}}\\=0,&{\text{wenn }}C{\text{ ist auf }}{\overrightarrow {AB}}\\>0,&{\text{wenn }}C{\text{ ist links von }}{\overrightarrow {AB}}\end{cases}}\end{aligned}}}

### Berechnung

Nach Winkel sortierte Punktmenge – wird als Startpunkt gewählt, da er den kleinsten Ordinatenwert hat. fällt heraus, da er mit und kollinear ist.

{\displaystyle S} sei nun die sortierte Punktmenge. Als Nächstes läuft man alle Punkte in {\displaystyle S} durch und prüft, ob diese Eckpunkte der konvexen Hülle sind. Es wird ein Stapelspeicher (Stack) angelegt, auf welchem sich alle Eckpunkte der konvexen Hülle für alle bereits abgearbeiteten Punkte befinden. Zu Beginn liegen {\displaystyle P_{0}} und {\displaystyle P_{1}} auf dem Stapel. Im {\displaystyle k}-ten Schritt wird {\displaystyle P_{k}} zur Betrachtung herangezogen und berechnet, wie er die vorherige konvexe Hülle verändert. Aufgrund der Sortierung liegt {\displaystyle P_{k}} immer außerhalb der Hülle der vorherigen Punkte {\displaystyle P_{i}} mit {\displaystyle i<k}.
Durch das Hinzufügen des Punktes kann es vorkommen, dass bereits auf dem Stapel liegende Punkte nicht mehr zur neuen konvexen Hülle gehören. Diese Punkte müssen mittels der „pop“ Operation vom Stapel entfernt werden. Ob ein Punkt noch zur konvexen Hülle gehört oder nicht ermittelt man, indem man berechnet, ob {\displaystyle P_{k}} links oder rechts des Vektors PT2→PT1 liegt (PT1 = oberstes Element des Stapels, PT2 = Element direkt unter PT1). Liegt {\displaystyle P_{k}} links, so bleibt PT1 weiterhin auf dem Stapel und {\displaystyle P_{k}} wird mit „push“ auf dem Stapel abgelegt, liegt {\displaystyle P_{k}} rechts, so wird PT1 von der neuen konvexen Hülle verschluckt, vom Stapel entfernt und die nächsten beiden oberen Punkte untersucht.
Dieser Test wird solange durchgeführt, bis {\displaystyle P_{k}} links des Vektors PT2→PT1 oder nur noch {\displaystyle P_{0}} und ein weiterer Punkt auf dem Stapel liegt. In beiden Fällen wird dann {\displaystyle P_{k}} auf dem Stapel abgelegt und mit dem nächsten Punkt {\displaystyle P_{k+1}} weitergerechnet. Die folgende Abbildung zeigt ein Beispiel, in welchem alle Fälle des eben beschriebenen Tests auftreten.

Beispiel – Graham Scan Algorithmus

In nebenstehender Abbildung werden zunächst die Punkte Pt4, Pt3, Pt2 und {\displaystyle P_{k-1}} auf den Stack gelegt. Zu jedem Zeitpunkt bilden die Punkte auf dem Stack ein konvexes Polygon (gestrichelte Linien). Erst als {\displaystyle P_{k}} hinzukommen soll, fallen {\displaystyle P_{k-1}} und Pt2 wieder raus, da sie zusammen mit {\displaystyle P_{k}} nicht konvex sind. Die konvexe Hülle dieser Punktmenge besteht aus {\displaystyle P_{0}}, Pt4, Pt3 und {\displaystyle P_{k}}. {\displaystyle P_{0}} liegt dabei auf dem Stack ganz unten und {\displaystyle P_{k}} ganz oben. Die Punkte des gesuchten konvexen Polygons können mit „pop“ im Uhrzeigersinn vom Stapel geholt werden.

### Anmerkung
Die Anzahl der „push“ und „pop“ Operationen übersteigt die obere Grenze von {\displaystyle 2n} ({\displaystyle n} = Anzahl der Punkte in der Eingabemenge) nicht. Die Berechnung ist also {\displaystyle {\mathcal {O}}(n)}. Die Sortierung der Punkte nach Winkel kann mit jedem beliebigen Sortieralgorithmus durchgeführt werden, z. B. Mergesort. Dieser hat eine asymptotische Laufzeit von {\displaystyle {\mathcal {O}}(n\log n)}. Das bedeutet, dass die Laufzeit des Algorithmus durch die Sortierung vorgegeben ist, da {\displaystyle {\mathcal {O}}(n)+{\mathcal {O}}(n\log n)={\mathcal {O}}(n\log n)}.

## Pseudocode

### Unter Nutzung eines Stacks
```
Funktion
 GrahamScan
  Eingabe: Punktemenge S = {P}
  Ausgabe: konvexe Hülle von S
  
Beginn
 Funktion
    Sei S die nach dem Winkel zu P
0
 sortierte Punktemenge
    PUSH(P
0
)
    PUSH(P
1
)
    i := 2
    n := Anzahl der Punkte in S
    
    
Solange
 i < n, führe aus:
      Sei Pt
1
 der oberste Punkt auf dem Stack
      Sei Pt
2
 der zweitoberste Punkt auf dem Stack
      
Wenn
 S
i
 links des Vektors Pt
2
→Pt
1
 liegt 
oder
 Stack enthält 2 Elemente, 
dann
 führe aus:
        PUSH(S
i
)
        i := i + 1
      
Ansonsten
 führe aus:
        POP(Pt
1
)
      
Ende
 Bedingung
      
    
Ende
 Schleife
    
  
Ende
 Funktion
```

### Ohne Nutzung eines Stacks
```
Funktion
 GrahamScan
  Eingabe: Punktemenge S = {P}
  Ausgabe: konvexe Hülle von S
  
Beginn
 Funktion
    Sei S die nach dem Winkel zu P
0
 sortierte Punktemenge
    i := 1
    
    
Solange
 i ≤ |S|:
      
Wenn
 S
i
 rechts des Vektors S
i−1
→S
i+1
 liegt, 
dann
 führe aus:
        i := i + 1
      
Ansonsten
 führe aus:
        Entferne das Element S
i
 aus S
        i := i - 1
      
Ende
 Bedingung
    
    
Ende
 Schleife
  
  
Ende
 Funktion
```

Im Code sei punkte ein Array aus Punkten, aus dem man mit punkte[i] das i-te Element erhält und welches schon nach dem Winkel zu punkte[0] sortiert ist. Der Code verändert dieses Array, indem die Elemente gelöscht werden, die nicht zur konvexen Hülle gehören.

## Programmierung
Das folgende Beispiel in der Programmiersprache C# zeigt die Implementierung des Graham Scan Algorithmus. Die Punkte und die konvexe Hülle werden auf dem Hauptfenster gezeichnet. Das Programm verwendet mehrere Klassen. Die Methoden für den eigentlichen Algorithmus werden in der Klasse GrahamScan deklariert.
| Code-Schnipsel |
| using System; using System.Collections.Generic; using System.Drawing; using System.Windows.Forms; // Klasse, die die Methoden für den Algorithmus Graham Scan deklariert class GrahamScan { // Diese Methode gibt das zweitoberste Element im Stack der Punkte zurück private PointF GetNextToTopElement(Stack<PointF> points) { PointF topElement = points.Peek(); points.Pop(); PointF nextToTopElement = points.Peek(); points.Push(topElement); return nextToTopElement; } // Diese Methode gibt den Abstand der zwei Punkte zurück private float GetDistance(PointF point1, PointF point2) { return (point1.X - point2.X) * (point1.X - point2.X) + (point1.Y - point2.Y) * (point1.Y - point2.Y); } // Diese Methode bestimmt die Orientierung des drei Punkte. Wenn die Punkte im Uhrzeigersinn sind, wird der Wert 1 zurückgegeben. Wenn die Punkte im Gegenuhrzeigersinn sind, wird der Wert -1 zurückgegeben. Wenn die Punkte kollinear sind, wird der Wert 0 zurückgegeben. private int GetOrientation(PointF point1, PointF point2, PointF point3) { float area = (point2.Y - point1.Y) * (point3.X - point2.X) - (point2.X - point1.X) * (point3.Y - point2.Y); if (area > 0) // Wenn das Vorzeichen positiv ist, sind die Punkte im Uhrzeigersinn { return 1; } if (area < 0) // Wenn das Vorzeichen negativ ist, sind die Punkte im Gegenuhrzeigersinn { return -1; } return 0; // Wenn der Flächeninhalt gleich 0 ist, sind die Punkte kollinear } // Diese Klasse implementiert eine Vergleichsmethode für das Sortieren der Punkte class PointComparer : Comparer<PointF> { public PointF center; public GrahamScan grahamScan; // Vergleichsmethode, die die Punkte in Bezug auf den Punkt center sortiert public override int Compare(PointF point1, PointF point2) { int orientation = grahamScan.GetOrientation(center, point1, point2); if (orientation == 0) { if (grahamScan.GetDistance(center, point2) >= grahamScan.GetDistance(center, point1)) { return -1; } return 1; } return orientation; } // Diese Methode gibt eine Liste der Punkte der konvexen Hülle zurück public List<PointF> GetConvexHull(List<PointF> points) { List<PointF> convexHull = new List<PointF>(); // Initialisiert die Liste der Punkte der konvexen Hülle float minimumY = points[0].Y; int indexOfMinimum = 0; int numberOfpoints = points.Count; // Diese for-Schleife durchläuft die verbleibenden Punkte und ermittelt den untersten Punkt und bei Gleichheit den Punkt ganz links for (int i = 1; i < numberOfpoints; i++) { float y = points[i].Y; if (y < minimumY \|\| minimumY == y && points[i].X < points[indexOfMinimum].X) { minimumY = points[i].Y; indexOfMinimum = i; } // Setzt den untersten Punkt an die erste Position PointF point = points[0]; points[0] = points[indexOfMinimum]; points[indexOfMinimum] = point; // Initialisiert das Objekt, das die Vergleichsmethode bereitstellt PointComparer pointComparer = new PointComparer(); pointComparer.center = points[0]; pointComparer.grahamScan = this; points.Sort(pointComparer); // Sortiert die Punkte in Bezug auf den ersten Punkt // Wenn zwei oder mehr Punkte den gleichen Winkel mit dem Punkt point bilden, werden alle entfernt außer dem Punkt, der am weitesten vom Punkt point entfernt ist int index = 1; for (int i = 1; i < numberOfpoints; i++) { // Entfernt jeweils das Element mit Index i, solange die Punkte der gegebenen Elemente kollinear sind while (i < numberOfpoints - 1 && GetOrientation(pointComparer.center, points[i], points[i + 1]) == 0) { i++; } points[index] = points[i]; index++; } if (index < 3) // Wenn weniger als 3 Punkte vorhanden sind, wird eine leere Liste zurückgegeben { return convexHull; } // Erzeugt einen Stack und fügt die ersten 3 Punkte hinzu Stack<PointF> pointStack = new Stack<PointF>(); pointStack.Push(points[0]); pointStack.Push(points[1]); pointStack.Push(points[2]); // Diese for-Schleife durchläuft die verbleibenden Punkte for (int i = 3; i < index; i++) { // Entfernt jeweils das oberste Element des Stack, solange die Punkte der gegebenen Elemente im Uhrzeigersinn sind while (pointStack.Count > 1 && GetOrientation(GetNextToTopElement(pointStack), pointStack.Peek(), points[i]) != -1) { pointStack.Pop(); } pointStack.Push(points[i]); } // Fügt die Punkte des Stack der Liste der Punkte der konvexen Hülle hinzu while (pointStack.Count != 0) { convexHull.Add(pointStack.Peek()); pointStack.Pop(); } return convexHull; } // Klasse für das Hauptfenster public partial class MainForm : Form { private Graphics graphics; private List<PointF> points = new List<PointF>(); // Liste der Punkte private List<PointF> convexHull = new List<PointF>(); // Liste der Punkte der konvexen Hülle private double x1, y1, x2, y2; public MainForm() { x1 = 100; y1 = 100; x2 = 700; y2 = 700; // Setzt die Koordinaten der Eckpunkte der quadratischen Zeichenfläche Random random = new Random(); // Initialisiert den Zufallsgenerator int numberOfPoints = 100; for (int i = 0; i < numberOfPoints; i++) // Diese for-Schleife erzeugt 100 zufällige Punkte innerhalb der quadratischen Zeichenfläche { PointF point = new PointF(); point.X = (float)(random.NextDouble() * (x2 - x1) + x1); point.Y = (float)(random.NextDouble() * (y2 - y1) + y1); points.Add(point); // Fügt den Punkt der Liste hinzu } GrahamScan grahamScan = new GrahamScan(); // Erzeugt ein Objekt der Klasse GrahamScan convexHull = grahamScan.GetConvexHull(points); // Aufruf der Methode, die die konvexe Hülle zurückgibt InitializeComponent(); Text = "Konvexe Hülle"; Width = 800; Height = 800; graphics = CreateGraphics(); // Erzeugt ein Grafikobjekt für das Zeichnen auf dem Hauptfenster. Paint += OnPaint; // Verknüpft die Ereignisbehandlungsmethode mit dem Paint Ereignis des Hauptfensters. } // Diese Methode wird aufgerufen, wenn das Hauptfenster gezeichnet wird. private void OnPaint(object sender, PaintEventArgs e) { for (int i = 0; i < points.Count; i++) { graphics.FillRectangle(new SolidBrush(Color.FromArgb(0, 0, 0)), points[i].X - 1, points[i].Y - 1, 2, 2); // Zeichnet die Punkte } int numberOfPoints = convexHull.Count; for (int i = 0; i < numberOfPoints; i++) { graphics.DrawLine(new Pen(Color.FromArgb(0, 0, 255)), convexHull[i], convexHull[(i + 1) % numberOfPoints]); // Zeichnet die Kanten der konvexen Hülle } |